# شفيق حسن
شفيق حسن ( توفي في 25 يناير 1990) ممثل لبناني .

## عن حياته
فنان مسرحي راحل كان من الدائمين في مسرح شوشو كما ينتمي إلى الرّعيل الأوّل من تلفزيون لبنان وعُرِف خاصّة بشخصيّة الدروندي في مسلسل الدنيا هيك.
كما اشترك في المسلسل الكوميدي المعلمة والأستاذ لإبراهيم مرعشلي و هند أبي اللمع  في اواخر الثمانمينيات من إخراج أنطوان ريمي، وكانت وفاة شفيق حسن في منتصف التسعينيات، وكان يبيع علب السجائر في محلة الأوزاعي، و لم يحظ بالتقدير اللازم، مثله مثل باقي فنانني جيله الذين بنوا الفن في لبنان.

## أعماله
ويشار إلى أنّ الفنان شفيق حسن كان قد أدى عدة أدوار دبلجة في مسلسلات الكرتون التي طبعت ذاكرة المشاهدين كمسلسل مغامرات سندباد وجزيرة الكنز.

## روابط خارجية
- شفيق حسن على موقع قاعدة بيانات الأفلام العربية